# Park Tower (Chicago)
Pour les articles homonymes, voir Park Tower.
La Park Tower est un gratte-ciel de Chicago, (Illinois) dont la construction a été terminée en 2000.
Les architectes sont Lucien Lagrange (d'origine française) et HKS, Inc